# Federico Chiesa
Federico Chiesa (Genua, 25 oktober 1997) is een Italiaanse voetballer die doorgaans als vleugelspeler speelt voor FC Liverpool. Chiesa debuteerde in 2018 in het Italiaans voetbalelftal. Hij is een zoon van voormalig voetballer Enrico Chiesa.

## Clubcarrière

### Fiorentina
Chiesa begon met voetballen bij US Settignano en werd in 2007 opgenomen in de jeugdopleiding van Fiorentina. Hiervoor debuteerde hij op 20 augustus 2016 onder coach Paulo Sousa in het eerste elftal, in de openingswedstrijd van het seizoen in het Juventus Stadium tegen Juventus. Hij begon in de basiself en werd in de rust vervangen voor Cristian Tello. Juventus won het duel met 2–1 dankzij treffers van Sami Khedira en Gonzalo Higuaín. Chiesa groeide datzelfde seizoen nog uit tot basisspeler en speelde dat jaar ook zijn eerste wedstrijden in de Europa League. Hij maakte op 8 december 2016 zijn eerste doelpunt voor Fiorentina. Hij maakte die dag het winnende doelpunt in een met 1–2 gewonnen wedstrijd in diezelfde Europa League uit tegen FK Qarabağ. Zijn eerste doelpunt in de Serie A volgde op 21 januari 2017, de 0–3 in een met diezelfde cijfers gewonnen wedstrijd uit bij Chievo Verona.
Chiesa bleef in de jaren die volgden ook deel uitmaken van de basis van Fiorentina onder Sousa's opvolgers Stefano Pioli, Vincenzo Montella en Giuseppe Iachini. Hij maakte op 30 januari 2019 voor het eerst in zijn profcarrière een hattrick. Hij zorgde toen voor zowel de 1–0, 2–0 als 5–1 in een met 7–1 gewonnen wedstrijd in de Coppa Italia thuis tegen AS Roma.

### Juventus
Op 5 oktober 2020 werd Chiesa door Fiorentina voor twee seizoenen verhuurd aan Juventus dat hem vervolgens voor 40 miljoen euro en bonussen die tot 10 miljoen euro kunnen oplopen overneemt. Bij zijn debuut voor Juventus op 17 oktober tegen Crotone (1-1) gaf hij een assist maar kreeg hij ook een rode kaart.

## Clubstatistieken
| Seizoen     | Club        | Competitie  | Competitie | Competitie | Beker | Beker | Internationaal | Internationaal | Totaal | Totaal |
| Seizoen     | Club        | Competitie  | Wed.       | Dlp.       | Wed.  | Dlp.  | Wed.           | Dlp.           | Wed.   | Dlp.   |
| ----------- | ----------- | ----------- | ---------- | ---------- | ----- | ----- | -------------- | -------------- | ------ | ------ |
| 2016/17     | Fiorentina  | Serie A     | 27         | 3          | 2     | 0     | 5              | 1              | 34     | 4      |
| 2017/18     | Fiorentina  | Serie A     | 36         | 6          | 2     | 0     | —              | —              | 38     | 6      |
| 2018/19     | Fiorentina  | Serie A     | 37         | 6          | 4     | 6     | —              | —              | 41     | 12     |
| 2019/20     | Fiorentina  | Serie A     | 21         | 6          | 3     | 1     | —              | —              | 24     | 7      |
| Club totaal | Club totaal | Club totaal | 121        | 21         | 11    | 7     | 5              | 1              | 137    | 29     |

Bijgewerkt t/m 18 februari 2020

## Interlandcarrière
Chiesa kwam uit voor meerdere Italiaanse nationale jeugdelftallen vanaf Italië –19. Hij nam met Italië –21 deel aan zowel het het EK –21 van 2017 als het EK –21 van 2019. Chiesa debuteerde op 23 maart 2018 onder bondscoach Luigi Di Biagio in het Italiaans voetbalelftal, tijdens een met 2–0 verloren oefeninterland in en tegen Argentinië. Hij begon in de basis en werd na 62 minuten vervangen door Antonio Candreva. Chiesa maakte op 18 november 2019 zijn eerste interlanddoelpunt. Hij kopte toen de 9–1 binnen in een met diezelfde cijfers gewonnen kwalificatiewedstrijd voor het EK 2020 thuis tegen Armenië. Op het EK 2020 scoorde Chiesa in de achtste finale tegen Oostenrijk en de halve finale tegen Spanje. Hij had een basisplek in de finale, die na strafschoppen gewonnen werd van Engeland.
Chiesa werd op 6 juni 2024 door bondscoach Luciano Spalletti opgenomen in de Italiaanse selectie voor het EK 2024 in Duitsland. Italië eindigde als tweede in een groep met Albanië, Spanje en Kroatië, waarna het in de achtste finales werd uitgeschakeld met een 2–0 nederlaag tegen Zwitserland. Chiesa kwam op het toernooi in iedere wedstrijd in actie.

## Erelijst
| Competitie          |          |          |          |          |
| Competitie          | Aantal   | Jaren    |          |          |
| Juventus            | Juventus | Juventus | Juventus | Juventus |
| ------------------- | -------- | -------- | -------- | -------- |
| Coppa Italia        | 1×       | 2020/21  |          |          |
| Supercoppa Italiana | 1×       | 2020     |          |          |
| Liverpool           |          |          |          |          |
| Premier League      | 1x       | 2024/25  |          |          |

| Competitie             | Winnaar | Winnaar | Runner-up | Runner-up | Derde  | Derde  |
| Competitie             | Aantal  | Jaren   | Aantal    | Jaren     | Aantal | Jaren  |
| Italië                 | Italië  | Italië  | Italië    | Italië    | Italië | Italië |
| ---------------------- | ------- | ------- | --------- | --------- | ------ | ------ |
| Europees kampioenschap | 1×      | 2020    |           |           |        |        |